# Подрулващо устройство
Подрулващо устройство е спомагателно корабно устройство, предназначено за подобряване на управляемостта на плавателен съд или кораб при ниска скорост или при спрян главен двигател, също така се използва в системата за динамично позициониране.
ПУ (от тунелен и подвижен тип) се поставя под минималната водолиния в носовата част на съда или в носовата и кърмовата части едновременно.
В съответствие с правилата на руския речен регистър, на всички поднадзорни плавателни съдове, имащи дължина по водолинията над 40 метра (за пътническите съдове – над 20 метра), наличието на подрулващо устройство е задължително.
Различават се следните конструктивни видове ПУ:
Тунелно ПУ
Даденият тип има работен орган (винт) в проходен канал, преминаващ от единия борд на съда към другия перпендикулярно на неговата диаметрална плоскост. Винтът обикновено се привежда в движение от електродвигател чрез ъглов редуктор. Има и варианти с гребен електродвигател в канала на ПУ с непосредствено задвижване на гребния винт.
Този тип ПУ получава най-голямо разпространение при големите съдове поради надеждната си конструкция и лекотата на техническото обслужване.
- Недостатъци

При сравнително високи скорости на хода (ориентировочно, над 5 възела) тунелното подрулващо устройство губи своята ефективност.
Подвижно ПУ
Даденият тип ПУ включва както неподвижното ПУ, което е аналогично на ПУ от тунелен тип, така и азимуталното ПУ, което представлява разновидност на винторулевата колонка.
Подвижните ПУ се поставят на двойното дъно на корпуса на съда, близо към носа или към кърмата, или в кърмова или носова ниша.
Азимуталните ПУ могат да се използват за подобряване на управляемостта на съда, а също така и в системите за динамично позициониране заедно с ВРК, ПУ от тунелен тип, движителите с подводни крила, или вместо тях.
- Недостатъци

Конструктивна сложност и сложност при обслужването, изискващи задължително докуване на съда. Практически не се използват при речните съдове поради ограниченията по газене.
ПУ помпен тип
Дадения тип представлява две (или повече) улея с клапани, поставени по бордовете на съда. Към улеите се подава голямо количество вода от специална помпа. Също така може да се използва, например, пожарната помпа на съда. Такъв тип ПУ често се използва при маломерните съдове.
Преимуществото на дадения тип е, че то не изисква отделно констроирани места (шахти), както подвижните или тунелните ПУ.